# Archophileurus foveicollis
Archophileurus foveicollis är en skalbaggsart som beskrevs av Hermann Burmeister 1847. Archophileurus foveicollis ingår i släktet Archophileurus och familjen Dynastidae. Inga underarter finns listade.